# Dionizy Garbacz
Dionizy Garbacz (ur. 20 stycznia 1940 w Kurzynie Wielkiej) – dziennikarz, publicysta, wydawca.
Ukończył studia polonistyczne na Uniwersytecie Jagiellońskim. Od 1968 był dziennikarzem i redaktorem naczelnym gazety „Socjalistyczne Tempo” wydawanej przy Hucie Stalowa Wola. W stanie wojennym 1981 był internowany i przetrzymywany w zakładach karnych w Załężu i Uhercach Mineralnych oraz zwolniony ze stanowiska redaktora naczelnego gazety. Po negatywnej weryfikacji został odsunięty od zawodu dziennikarza. Założyciel i prezes oddziału Stowarzyszenia Dziennikarzy Polskich w Stalowej Woli. Pracował w redakcji tygodnika „San”, następnie w „Dzienniku Obywatelskim A-Z”, aby wrócić do zakładowej gazety Huty Stalowa Wola, która zmieniła tytuł z „Socjalistyczne Tempo” na „Sztafeta”. Założyciel i dyrektor stalowowolskiego Wydawnictwa „Sztafeta”. Autor publikacji prasowych i książek poświęconych historii Stalowej Woli i regionu. Realizator telewizyjnych filmów dokumentalnych o tematyce historycznej.

## Publikacje książkowe
- "Huta Stalowa Wola 1939-1978" (1978)
- "Stalowa wola narodu polskiego", współautorzy: Stefan Bratkowski, Marian Marek Drozdowski, (1987)
- "Okupacja i konspiracja w Stalowej Woli 1939-1944" (1988)
- "Strajk w Stalowej Woli 22 sierpnia-1 września" (1988)
- "W kleszczach czerwonych", współautor: Andrzej Zagórski, (1991)
- "Monografia Stalowej Woli. Tom I. Narodziny (1937-1939)" (1993)
- "Monografia Stalowej Woli. Tom II. Mroczne lata (1939-1944)" (1993)
- "Monografia Stalowej Woli. Tom III. Czas nadziei (1945-1953)" (1994)
- "Wołyniak: legenda prawdziwa" (1996)
- "Monografia Stalowej Woli. Tom IV. Wzrastanie (1954-1973)" (1997)
- "Monografia Stalowej Woli. Tom V. Przełomowe czasy (1974-2000)" (2002)
- "Żołnierze Wołyniaka" (1999)
- "Powiat niski i niżański", współautor: Lilla Witkowska (2000)
- "Leżajszczyzna, przełom wieków", współautor: Lilla Witkowska (2000)
- "Od Rozwadowa do Stalowej Woli", współautor: Lilla Witkowska (2001)
- "Pół wieku gazety Stalowej Woli" (2001)
- "Fakty, książki, ludzie" (2002)
- "Eugeniusz Kwiatkowski w Stalowej Woli" (2002)
- "Na zew powstańczej Warszawy", współautor: Tadeusz Zych (2004)
- "Złączył nas protest. Solidarność "Ziemia Sandomierska" (2005)
- "Stalowowolska Sztafeta" (2006)
- "Wydawnictwo Sztafeta 1992-2007" (2007)
- "Przechodniu pochyl czoła" (2005)
- "Jastkowice kościół i parafia" (album), współautor: Janusz Ogiński, (2007)
- "Stalowa Wola narodu polskiego" (album) (2007)
- "Wołyniak, legenda prawdziwa" (wyd. III uzupełnione) (2008)
- "Elektrownia Stalowa Wola 1938-2008 (2008)
- "Brunatne lata" (2009)
- "Cień Katynia nad Sanem" (2010)
- "Katyńskie ślady wokół Stalowej Woli" (2010)
- "Niżańsko-stalowowolska lista katyńska" (2011)

## Nagrody
Za scenariusz i reżyserię filmów dokumentalnych o Stalowej Woli oraz za album Stalowa Wola duma Centralnego okręgu Przemysłowego został w 2013 roku uhonorowany "Gałązką Sosny" w kategorii szczególne osiągnięcia. Wcześniej niniejszą nagrodę otrzymał w roku 2000 za upowszechnianie literatury i kształtowanie życia kulturalnego w Stalowej Woli.
W 2025 roku nadano mu tytuł honorowego obywatela Stalowej Woli.